# Alena Melicharová
Stanislava Alena Melicharová (* 7. Mai 1938 in Kolín) ist eine tschechische Schriftstellerin.

## Leben
Die Kindheit verbrachte sie in Pečky. Nach dem Krieg kam sie mit ihren Eltern nach Osek. Sie studierte an der Pädagogischen Hochschule in Teplice und in Ústí nad Labem und arbeitete danach als Lehrerin in Jeníkov, Hrob und Duchcov. Heute lebt sie in Košťany bei Teplice. 
Ihre Gedichtssammlungen aus den 1970er Jahren wurden nicht veröffentlicht. Später erschienen die ersten Gedichte u. a. in den Zeitungen Průboj und Revue Teplice sowie in der Beilage Sluneční koróna (Sonnenkorona) der Monatszeitschrift Nové Ústecké Přehledy.
Sie ist Mitglied in der Gruppe „D“ am Staatlichen Schloss Duchcov und im Obec spisovatelů (Gemeinde der Schriftsteller) und Klub severočeských spisovatelů (Klub nordböhmischer Schriftsteller).
2001 nahm sie an der Ausstellung „Magická krajina Českého středohoří 2001“ (Magische Region Böhmisches Mittelgebirge 2001) teil und hatte Eigene Ausstellungen im März 2000 und April 2002.
Eines ihrer bekanntesten Gedichte ist Ulrika über Ulrike von Levetzow, die letzte Geliebte Johann Wolfgang Goethes.

## Werke
- Řekni to květinou (2010), ISBN 978-80-7055-169-1
- Paleta plná poezie (2008), ISBN 978-80-7055-150-9
- Zorinka (2007), ISBN 978-80-7055-141-7
- Co na srdci (2006), ISBN 80-7055-128-3
- Ulrika (2005), ISBN 80-7055-124-0
- Jméno láska (2004), ISBN 80-7055-105-4
- Doteky (2003)
- Letokruhy (2000)
- Domov (1998)
- Duchcov (1970)
- Prohlídka zámku (1971)
- Mohylový les
- Krajina
- Středohoří
- Panenčata
- Léto na Ohři
- Můj verš
- Báseň o tichu
- Májová
- Vesnický hřbitov